# Корабельные черви (род)
Корабе́льные че́рви, или тередо (лат. Teredo) — род двустворчатых моллюсков из одноимённого семейства, которые обитают в древесине, прокладывая в ней туннели. Все виды морские. Типовой вид — шашень (Teredo navalis).
Распространены в тропическом и умеренном поясе Северного полушария в воде с солёностью не ниже 10 ‰.

## Описание
Корабельные черви имеют червеобразное тело длиной до нескольких десятков сантиметров, на переднем конце которого расположена сильно редуцированная раковина длиной до 10 мм. Нога редуцирована. Каждая створка состоит из трёх частей, две из которых, переднее ушко и тело створки, покрыты зазубренными рёбрами, при помощи которых моллюски просверливают древесину и делают в ней ходы до 2 метров длиной и 5 см в диаметре. Известковые выделения мантии покрывают стенки канала, формируя защитную трубку. Питаются планктоном, а также древесными опилками, которые образуются при сверлении. На жабрах живут бактерии-симбионты, благодаря которым компенсируется нехватка азотистых компонентов питания.

## Размножение
Являются протандрическими гермафродитами. Сперматозоиды попадают в организм с водой, втекающей через вводной сифон. Иногда яйцеклетки развиваются без оплодотворения.

## Значение
Наносят значительный ущерб деревянным элементам кораблей и гидротехнических сооружений. Для предохранения от повреждения корабельными червями древесину обрабатывают специальными веществами, например, окрашивают ядовитой краской либо пропитывают креозотом.
Съедобные виды употребляются в пищу. Некоторые из них разводят в странах Юго-Восточной Азии.
- Раковина Teredo navalis
- Древесина, изъеденная корабельными червями

## Виды
Род Teredo включает в себя следующие виды:
- Teredo aegypos Moll, 1941
- Teredo bartschi Clapp, 1923
- Teredo bitubula Li, 1965
- Teredo clappi Bartsch, 1923
- Teredo fulleri Clapp, 1924
- Teredo furcifera Martens&Semon, 1894
- Teredo johnsoni Clapp, 1924
- Teredo mindanensis Bartsch, 1923
- Teredo navalis L., 1758 — Шашень
- Teredo poculifer Iredale, 1936
- Teredo portoricensis Clapp, 1924
- Teredo somersi Clapp, 1924
- Teredo triangularis Edmondson, 1942